# Amboy (Minnesota)
Amboy és una població dels Estats Units a l'estat de Minnesota. Segons el cens del 2000 tenia 575 habitants.

## Demografia
Segons el cens del 2000, Amboy tenia 575 habitants, 242 habitatges, i 161 famílies. La densitat de població era de 716,2 habitants per km².
Dels 242 habitatges en un 33,1% hi vivien nens de menys de 18 anys, en un 57,9% hi vivien parelles casades, en un 5,8% dones solteres, i en un 33,1% no eren unitats familiars. En el 30,6% dels habitatges hi vivien persones soles el 17,4% de les quals corresponia a persones de 65 anys o més que vivien soles. El nombre mitjà de persones vivint en cada habitatge era de 2,38 i el nombre mitjà de persones que vivien en cada família era de 2,98.
Per edats la població es repartia de la següent manera: un 27% tenia menys de 18 anys, un 6,1% entre 18 i 24, un 25% entre 25 i 44, un 23% de 45 a 60 i un 19% 65 anys o més.
L'edat mediana era de 40 anys. Per cada 100 dones de 18 o més anys hi havia 91,8 homes.
La renda mediana per habitatge era de 35.595 $ i la renda mediana per família de 39.844 $. Els homes tenien una renda mediana de 31.667 $ mentre que les dones 20.833 $. La renda per capita de la població era de 15.658 $. Entorn del 8,3% de les famílies i el 13% de la població estaven per davall del llindar de pobresa.

## Poblacions més properes
El següent diagrama mostra les poblacions més properes.